# 意味が分かると怖い話
- 意味が分かると怖い話
- 意味がわかると怖い話

意味が分かると怖い話、意味がわかると怖い話（いみがわかるとこわいはなし）とは、一見するとごく普通の文章に見えるが、よく考えると恐怖が隠されている話のことである。略称は「意味怖（いみこわ）」。

## 概要
ホラー小説の一種。普通に読んでいればなんてことないが、ひとたび気付くと違う光景が見えてくる話のこと。現在ではねとらぼやLINEノベルなどでも公開されている。

## 書籍
2018年、藤白圭の著により書籍「意味が分かると怖い話」が河出書房新社より出版され、シリーズ化されている。
2020年4月より、湖西晶作の漫画「意味がわかると怖い4コマ」がwebアクションで連載されている。双葉社より単行本が出版されており、既刊4巻。同作者の漫画ではJOURの2022年8月号掲載の作品に「意味がわかると怖い話」も存在する。